# Lennea
Lennea là một chi rau đậu thuộc họ Fabaceae. 
Nó gồm các loài:
- Lennea viridiflora